# 미국인
미국인(美國人; Americans 아메리칸[*])은 미국의 국적 또는 출신을 가진 사람을 가리킨다. 미국은 대표적인 다민족 이민국가로, 인종이나 민족적인 소속보다는 시민권이 미국인으로서의 정체성을 부여한다고 여겨진다. 한국에서 태어나서 미국으로 이민을 가서 시민권을 따면 한국계 미국인이 될 수 있다.

## 인종
미국인의 인종과 민족은 다양하게 구성된다. 2010년 조사 통계에 따르면, 미국 인구의 약 72.4%가 백인에 속한다. 미국 백인들은 가장 많은 인종 및 민족 집단이며 유럽이나 중동, 북아프리카에서 기원하지만, 특히 대부분이 유럽에서 기원한다. 유럽계는 독일계, 아일랜드계, 잉글랜드계, 이탈리아계, 프랑스계 등으로 구성된다. 특히 일부 영국계는 자신의 혈통이나 민족을 순수 미국인(American)으로 정의하는 경우가 많다.
중동계와 북아프리카계에는 유대계, 아랍계, 이란계으로 구성된다. 이들 중 상당수는 유대교나 이슬람교 등의 소수 종교를 믿고 있으나, 미국에 거주하는 아랍계 상당수는 기독교를 신봉하며, 레바논, 시리아 등에서 기원한 마론파 등이나 동방 정교회, 오리엔트 정교회 등에 소속되어 있다. 여기서 아랍계는 레바논, 모로코, 시리아, 요르단, 이집트, 팔레스타인 등 다양한 아랍 국가들에서 온 주민 및 그 후손을 가리킨다.
히스패닉계는 미국에서 가장 많은 소수 인종 및 민족 집단으로서 라틴 아메리카에서 기원한다. 히스패닉 중 상당수가 멕시코계에 속한다. 또한 두번째로 많은 소수 인종 및 민족 집단으로서 아프리카에서 기원한 아프리카계가 있다. 이들은 주로 흑인 노예들의 후손으로 구성되어 있으며, 주로 남부, 북동부, 중서부에 거주하고 있다.
아시아계는 2010년 조사 통계에 따르면, 미국 인구의 약 5.6%를 차지한다. 아시아계는 주로 뉴욕 대도시권, 로스앤젤레스 대도시권,  샌프란시스코 베이 에어리어 등과 같은 도시화된 지역에서 주로 거주한다. 아시아계는 주로 중국계, 필리핀계, 인도계, 베트남계, 한국계, 일본계 등으로 나뉜다.
2010년 조사 통계에 따르면, 미국에는 약 520만 명에 달하는 아메리카 원주민들이 거주하고 있으며, 이는 미국 인구에 1.7%에 해당된다.
또다른 인종 및 민족 집단으로서 미국에는 오세아니아계 미국인들이 있으며, 이들에는 하와이 원주민들도 포함된다. 그리고 미국에는 2010년 조사 통계에 따르면, 약 900만 명의 혼혈계가 분포하고 있으며, 이들은 백인이나 흑인, 황인 등의 다양한 인종이 혼혈되어서 나타나는 집단이다.

## 언어
현재 미국 연방 정부 차원에서는 지정된 공용어가 없으나, 사실상 영어가 공용어로 쓰이고 있다. 2010년 조사 통계에 따르면, 미국인의 약 80%인 약 2억 3,378만 338 명 가량이 영어를 모어로 사용을 하고 있다. 나머지 20%인 약 5,704만 8,617 명은 영어와 함께 다른 언어를 사용하는데, 여기에 해당되는 언어로는 스페인어, 중국어, 타갈로그어, 베트남어, 프랑스어, 한국어, 독일어 등이 있다. 특히 미국 남서부 일대에서는 히스패닉의 넓은 분포로 인해서 스페인어가 제2언어로 많이 사용되고 있다.

## 종교
미국인의 4분의 3 정도가 개신교나 로마 가톨릭 등의 기독교를 믿으나, 나머지는 무종교이거나 유대교, 이슬람교, 불교, 힌두교 등의 소수 종교를 믿는다.

## 문화

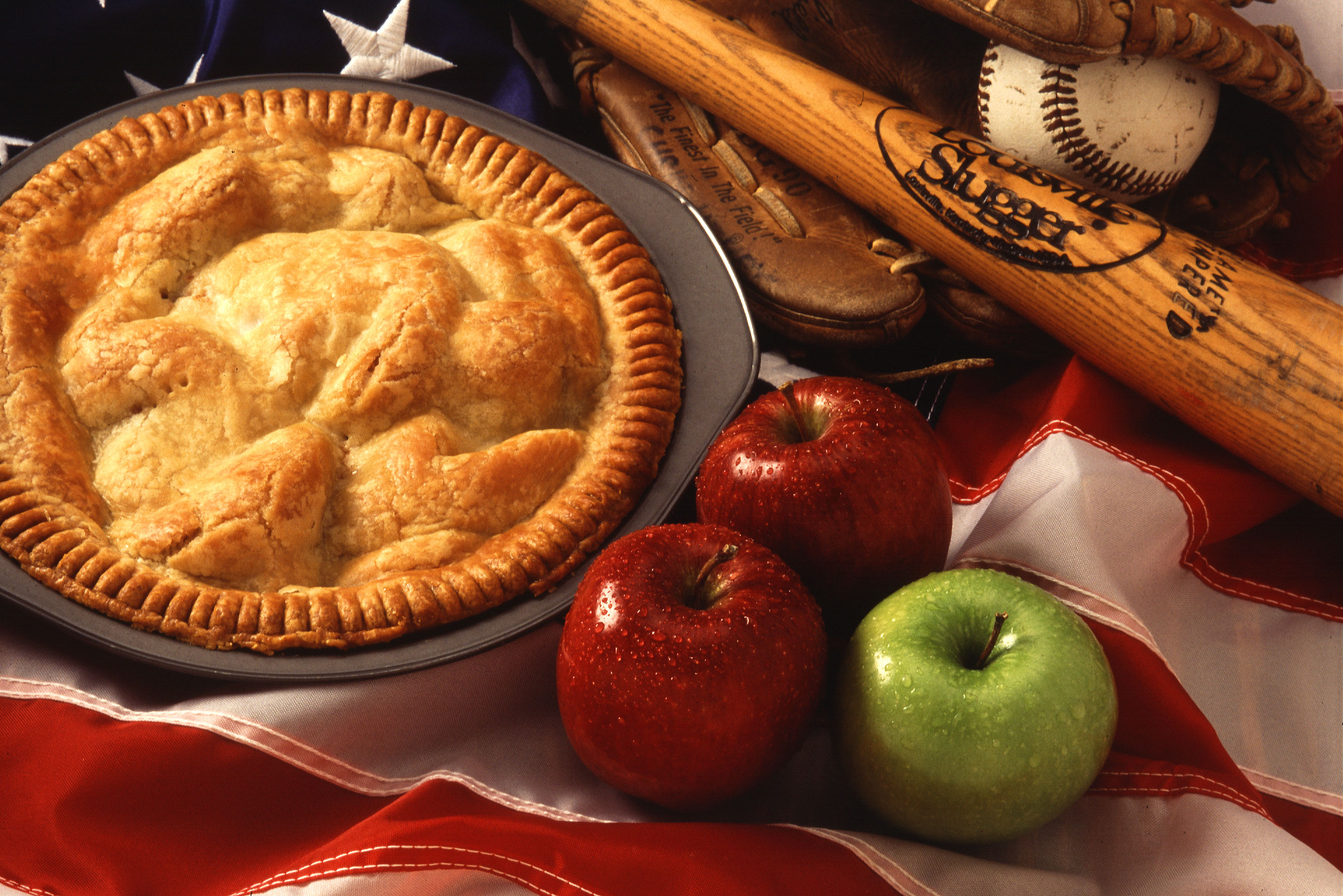
애플 파이와 야구는 미국 문화의 상징으로 여겨진다.

미국 문화는 주로 유럽에서 기원한 서양 문화에 바탕을 두고 있다. 그러나 미국인의 인종과 민족이 다양한 만큼, 서양 문화 뿐만 아니라 원주민, 아시아, 서아프리카, 폴리네시아, 라틴 아메리카의 문화의 영향도 많이 받았다.
미국은 특히 서양 문화 중에서 영국 문화의 영향을 많이 받았다. 미국의 기원이 되는 식민지 시대에 영국인들이 주로 이주하였기 때문이다. 이에 대한 영향으로 미국에서 주된 언어는 영어가 되었으며, 또한 법계도 영국의 영향을 많이 받아 미국의 법은 영미법계에 속한다. 이후 유럽에서 많은 이민자들이 넘어오면서, 미국은 프랑스 문화, 독일 문화, 이탈리아 문화 등의 다른 유럽 문화에도 영향을 받았다.

## 거주 국가
- 거의 대부분 미국에 거주한다.
- 일부는 캐나다나 멕시코 등지에도 거주한다.

## 캐나다인과의 차이점
캐나다인은 거의 대부분 영어, 또는 영어와 불어를 쓰지만, 미국인은 영어와 스페인어를 쓰는 사람도 있다.

## 같이 보기
- 미국 시민권
- 미국 인구조사국
- 미국인의 명칭
- 미국의 이민
- 한국계 미국인
- 유럽계 미국인
- 아시아계 미국인
- 히스패닉 라티노 미국인(영어판)
- 다인종 미국인(영어판) 인종간의 혼혈.
- 미국민족(영어판)
- 캐나다인
- 쿠바인
- 바하마인
- 멕시코인
- 영국인